# The Art of Unix Programming
The Art of Unix Programming (UNIX. Sztuka programowania) – książka Erica Raymonda. Celem autora było zarówno stworzenie kompletnego przewodnika po programistycznych aspektach systemów rodziny Unix i z nimi zgodnych, jak i przybliżenie czytelnikom stylu i specyficznego klimatu hakerskich sposobów tworzenia kodu źródłowego. Natchnieniem dla autora była książka Kernighana i Pike'a The UNIX Programming Environment z roku 1984.
Książka w całości (w języku angielskim) udostępniona na licencji Creative Commons Attribution-NoDerivs 1.0 dostępna na stronie autora (link poniżej).